# Teatro Verdi
El Teatro lirico Giuseppe Verdi o Teatro Verdi és el principal teatre de Trieste, Construït per iniciativa privada entre 1798 i 1801.

## Història
El projecte original de la sala fou de Gian Antonio Selva, arquitecte de La Fenice de Venècia. El succeí Matteo Pertsch que s'ocupà essencialment de les façanes. La influència del seu mestre Giuseppe Piermarini, arquitecte de la Scala de Milà es reconeix sobre la façana principal. El Teatro Verdi de Trieste és conegut a tot Europa pel seu festival internacional d'opereta.
Fou inaugurat amb el nom de Teatro Nuovo però aviat pren el nom de Teatro di Trieste. La primera representació fou de l'òpera Ginevra di Scozia de Johann Simon Mayr.
Durant la vida del teatre s'han produït diversos canvis de nom, el primer l'any 1821 quan es va convertir en el Teatro Grande i va ser amb aquest nom que el teatre va ser el lloc de dues estrenes d'òpera de Giuseppe Verdi, Il corsaro (amb la soprano Giuseppina Strepponi, amb qui Verdi es va casar el 1859, en el paper principal) i Stiffelio, una producció que Verdi va supervisar —no sense polèmica— el 1850. Tanmateix, abans d'aquestes estrenes, les òperes de Verdi havien començat a dominar l'escenari del Teatro Grande, seguides, a mesura que avançava el segle, per totes les grans obres del repertori operístic, incloses les de Puccini i Wagner.
El 1861 va seguir un nou canvi de nom a causa del canvi de propietat privada a pública. Així, es va convertir en el Teatre Comunale i va existir com a tal durant els darrers anys del segle xix. El 1881, la capacitat de seients s'havia augmentat a 2.000 gràcies a l'ús dels espais existents dempeus; però, per aquell desembre, el teatre va ser declarat insegur i va ser tancat per reformes, durant les quals l'electricitat va substituir la il·luminació de gas per a la reobertura el 1889 amb 1.000 seients.
Poques hores després de la seva mort, el gener de 1901, el teatre va tornar a ser rebatejat com a Teatro Verdi aquesta vegada per honrar la memòria de Giuseppe Verdi. Va ser àmpliament restaurat entre 1992 i 1997 i es va tornar a obrir amb unes 1.300 localitats i amb un concert de Viva Verdi que incloïa fragments de moltes de les òperes del compositor. De la mateixa manera que la restauració de La Scala entre 2001 i 2004, ràpidament es va crear un local alternatiu temporal a Trieste i la Sala Tripcovich continua oferint espai per a l'òpera de cambra i les operetes.
Una característica important de la programació del Teatre Verdi dels darrers 40 anys, que neix de l'ocupació austríaca original de la ciutat al segle xix i el fet que Trieste no va passar a formar part d'Itàlia fins al 1918, és el "Festival Internacional d'Opereta". que té lloc cada estiu.